# Уесекс
Уесекс (на английски: Wessex) е англосаксонско кралство, просъществувало в Югозападна Англия между VI и IX век, след което става част от обединената английска държава.

## Крале на Уесекс
- Кердик – 519 – 534
- Кинрик – 534 – 560
- Кевлин – 560 – 591
- Кел – 591 – 597
- Келвулф – 597 – 611
- Кинегилс – 611 – 643
- Квихелм – 626 – 636
- Кенвал – 643 – 645
- Пенда – 645 – 648
- Кенвал – 648 – 674
- Сексбурга – 672 – 674
- Кенфус – 674
- Есквин – 674 – 676
- Кентвин – 676 – 685
- Кедвала – 685 – 688
- Ине – 689 – 726
- Eтелард – 726 – 740
- Кутред – 740 – 756
- Зигеберт – 756 – 757
- Киневулф – 757 – 786
- Беортрик – 786 – 802
- Eгберт – 802 – 839
- Етелвулф – 839 – 856
- Етелбалд – 856 – 860
- Етелберт – 860 – 865
- Етелред I – 865 – 871
- Алфред Велики – 871 – 899
- Едуард Стари – 899 – 924
- Етелверд – 924
- Етелстан – 924 – 927

След завладяването му от Кнут Велики през 1016 г. е графство от 1020 г. до Норманското нашествие през 1066 г.